# Ovidiu Haţegan
Ovidiu Alin Haţegan (Arad, Romania, 14 de juliol de 1980) és un àrbitre romanès internacional.

## Trajectòria
Va ser nomenat àrbitre FIFA el 2008. Haţegan ha arbitrat entre d'altres competicions en Classificació d'UEFA per a la Copa Mundial de Futbol de 2014, en la Classificació per l'Eurocopa 2012 i en el Torneig masculí de futbol en els Jocs Olímpics de Rio de Janeiro 2016.